# رصاصة في القلب (فلم)
رصاصة في القلب فيلم مصري من إنتاج عام 1944.

## أغاني الفيلم
- المية تروي العطشان: كلمات أحمد رامي.[2][3]
- لست أدري: كلمات إيليا أبو ماضي.[4][5]
- انسى الدنيا: كلمات مأمون الشناوي.
- حكيم عيون: كلمات حسين السيد (محاورة مع راقية إبراهيم).

إضافة إلى تلك الأغاني هناك أغانٍ أخرى في الفيلم هي:
- أحبه مهما أشوف منه : كلمات حسين السيد.
- حاقولّك إيه : كلمات حسين السيد.
- حنانك بي: كلمات أحمد رامي.
- مشغول بغيري : كلمات أحمد رامي.
- يا جلاس : كلمات حسين السيد.[6]

## روابط خارجية
- مقالات تستعمل روابط فنية بلا صلة مع ويكي بيانات